# Tórsvøllur
El Tórsvøllur és un estadi de futbol situat a la ciutat de Tórshavn, capital de les illes Fèroe. L'estadi és a la zona esportiva de Gundadalur i té una capacitat per a 6.040 espectadors. Es va inaugurar l'any 1999 per a convertir-se en l'estadi nacional del país. En ell la selecció nacional de futbol de l'arxipèlag hi juga els seus partits internacionals. Anteriorment, la selecció de futbol disputava els partits com a local a l'estadi de Svangaskarð de Toftir.
L'agost del 2011 va començar un procés de remodelació de l'estadi, que s'estima que finalitzarà l'any 2021, quan s'erigirà la nova grada oest.

## Partits disputats per la selecció nacional masculina de futbol

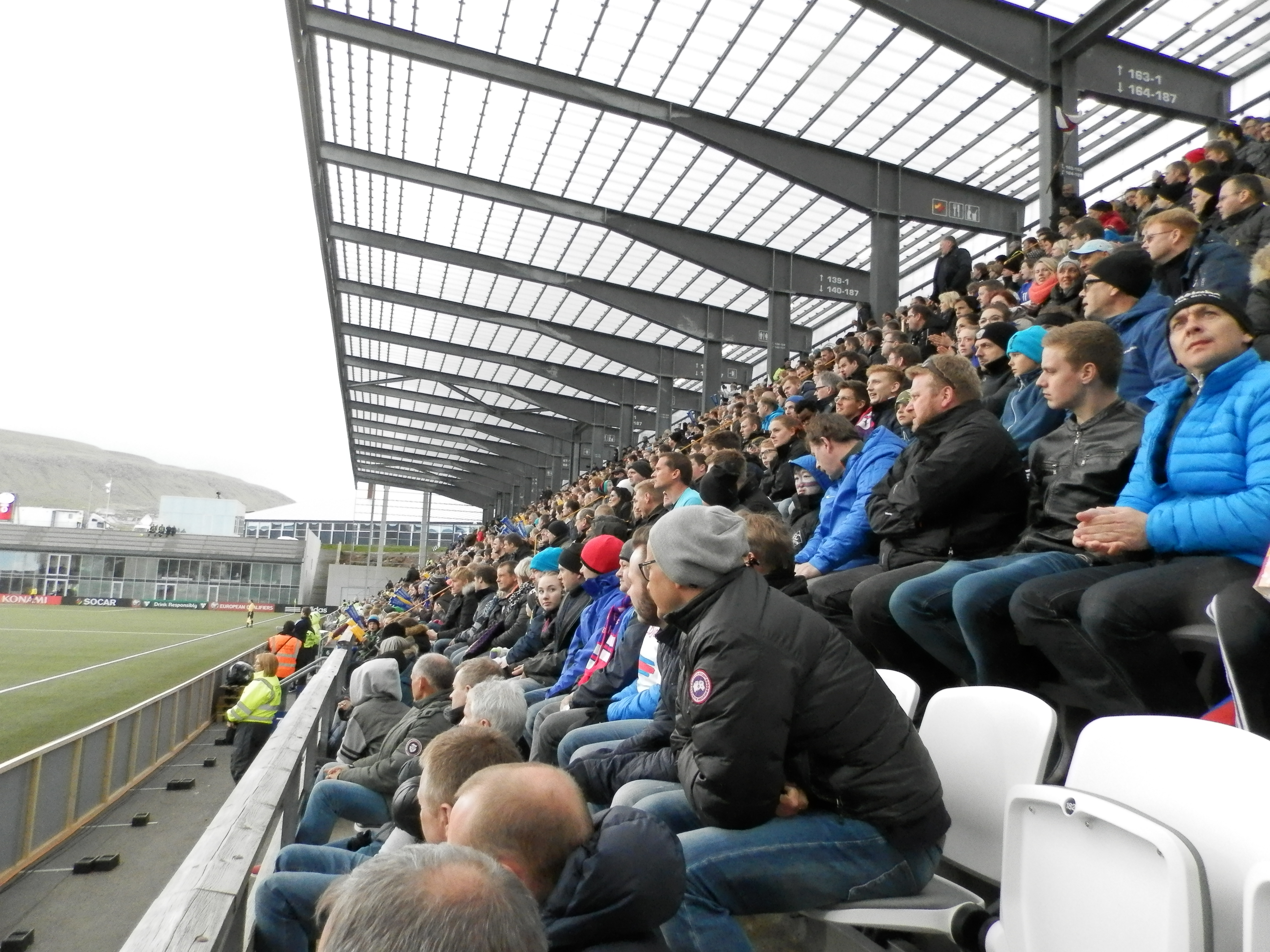
Grades del Tórsvollur durant la celebració del partit contra Grècia el 13 de juny del 2013

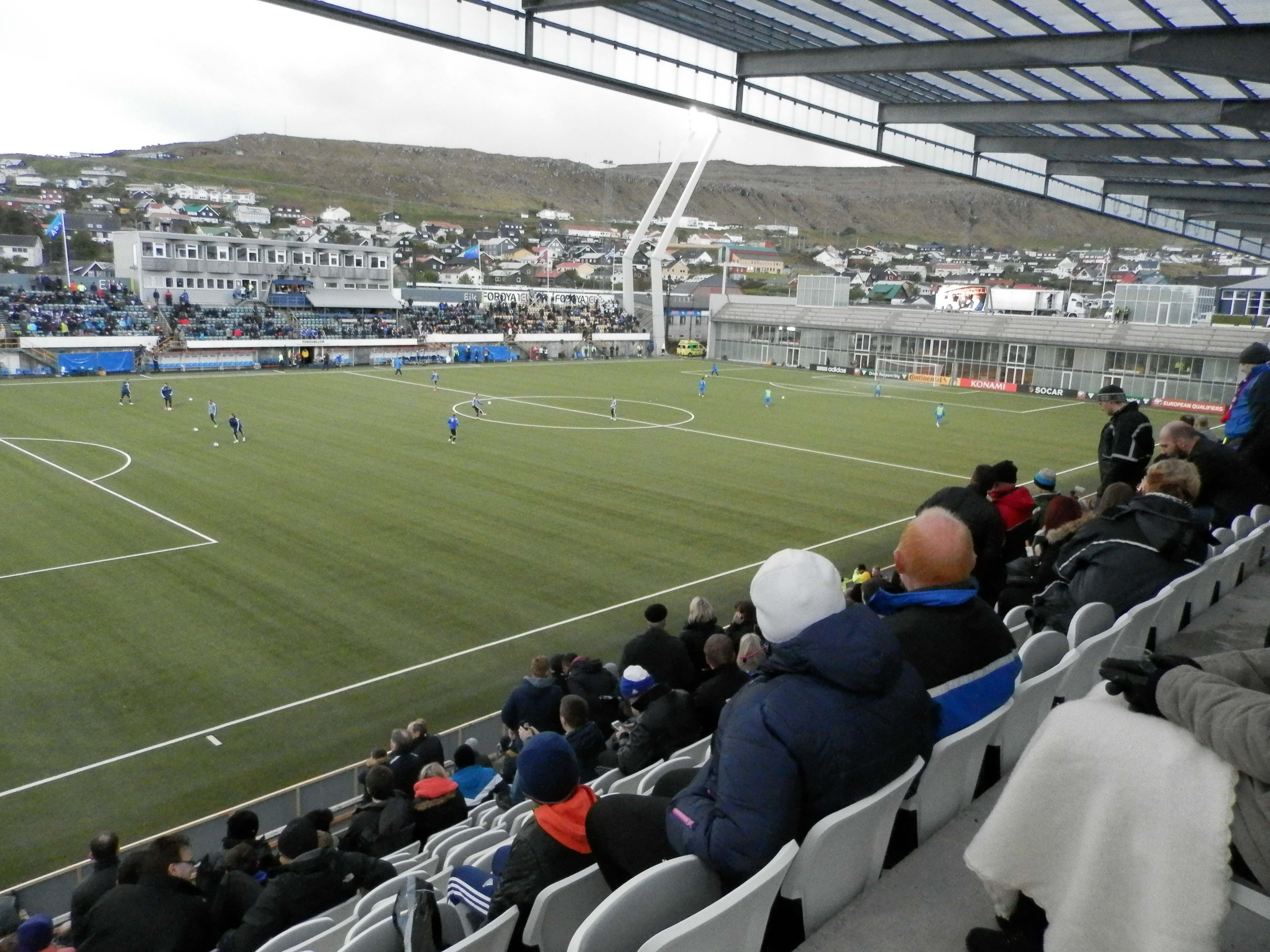
Vistes des de la tribuna.

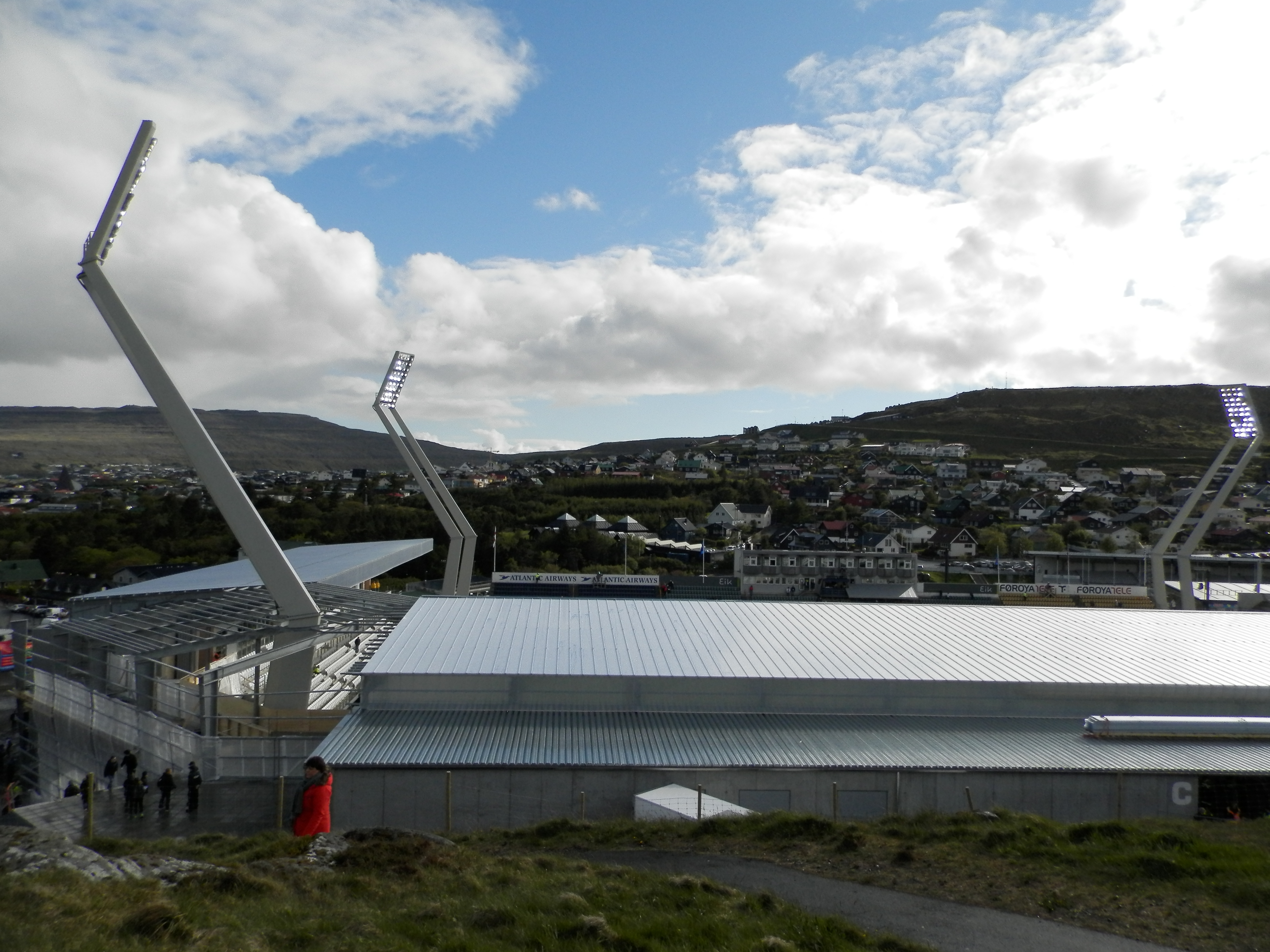
Vista parcial de l'estadi.

Resultats dels partits disputats per la selecció masculina de futbol de les Fèroe al Tórsvøllur.
| Núm | Data                    | Partit                         | Resultat | Competició                 |
| --- | ----------------------- | ------------------------------ | -------- | -------------------------- |
| 1   | 18 d'agost de 1999      | Illes Fèroe – Islàndia         | 0 – 1    | Amistós                    |
| 2   | 4 de setembre de 1999   | Illes Fèroe – Estònia          | 0 – 2    | Eurocopa                   |
| 3   | 8 de setembre de 1999   | Illes Fèroe – Lituània         | 0 – 1    | Eurocopa                   |
| 4   | 16 d'agost de 2000      | Illes Fèroe – Dinamarca        | 0 – 2    | Campionat Nòrdic de futbol |
| 5   | 6 de juny del 2001      | Illes Fèroe – Iugoslàvia       | 0 - 6    | Copa del Món               |
| 6   | 5 de setembre de 2001   | Illes Fèroe – Rússia           | 0 – 3    | Copa del Món               |
| 7   | 21 d'agost de 2002      | Illes Fèroe – Liechtenstein    | 3 – 1    | Amistós                    |
| 8   | 29 d'abril de 2003      | Illes Fèroe – Kazakhstan       | 2 – 1    | Amistós                    |
| 9   | 11 de juny de 2003      | Illes Fèroe – Alemanya         | 0 – 2    | Eurocopa                   |
| 10  | 20 d'agost de 2003      | Illes Fèroe – Islàndia         | 1 – 2    | Eurocopa                   |
| 11  | 8 de setembre de 2004   | Illes Fèroe – França           | 0 – 2    | Copa del Món               |
| 12  | 8 de juny de 2005       | Illes Fèroe – Irlanda          | 0 – 2    | Copa del Món               |
| 13  | 7 de setembre de 2005   | Illes Fèroe – Israel           | 0 – 2    | Copa del Món               |
| 14  | 7 d'octubre de 2006     | Illes Fèroe – Lituània         | 0 – 1    | Eurocopa                   |
| 15  | 2 de juny de 2007       | Illes Fèroe – Itàlia           | 1 – 2    | Eurocopa                   |
| 16  | 13 d'octubre de 2007    | Illes Fèroe – França           | 0 – 6    | Eurocopa                   |
| 17  | 10 de setembre de 2008  | Illes Fèroe – Romania          | 0 – 1    | Copa del Món               |
| 18  | 11 d'octubre de 2008    | Illes Fèroe – Àustria          | 1 – 1    | Copa del Món               |
| 19  | 10 de juny de 2009      | Illes Fèroe – Sèrbia           | 0 – 2    | Copa del Món               |
| 20  | 12 d'agost de 2009      | Illes Fèroe – França           | 0 – 1    | Copa del Món               |
| 21  | 3 de setembre de 2010   | Illes Fèroe – Sèrbia           | 0 – 3    | Eurocopa                   |
| 22  | 2 de setembre de 2011   | Illes Fèroe – Itàlia           | 0 – 1    | Eurocopa                   |
| 23  | 12 d'octubre de 2012    | Illes Fèroe – Suècia           | 1 – 2    | Copa del Món               |
| 24  | 16 d'octubre de 2012    | Illes Fèroe – Irlanda          | 1 – 4    | Copa del Món               |
| 25  | 10 de setembre de 2013  | Illes Fèroe – Alemanya         | 0 – 3    | Copa del Món               |
| 26  | 11 d'octubre de 2013    | Illes Fèroe – Kazakhstan       | 1 – 1    | Copa del Món               |
| 27  | 15 d'octubre de 2013    | Illes Fèroe – Àustria          | 0 – 3    | Copa del Món               |
| 28  | 7 de setembre de 2014   | Illes Fèroe – Finlàndia        | 1 – 3    | Eurocopa                   |
| 29  | 14 d'octubre de 2014    | Illes Fèroe – Hongria          | 0 – 1    | Eurocopa                   |
| 30  | 13 de juny de 2015      | Illes Fèroe – Grècia           | 2 – 1    | Eurocopa                   |
| 31  | 4 de setembre de 2015   | Illes Fèroe – Irlanda del Nord | 1 – 3    | Eurocopa                   |
| 32  | 11 d'octubre de 2015    | Illes Fèroe – Romania          | 0 – 3    | Eurocopa                   |
| 33  | 6 de setembre de 2016   | Illes Fèroe – Hongria          | 0 – 0    | Copa del Món               |
| 34  | 10 d'octubre de 2016    | Illes Fèroe - Portugal         | 0 - 6    | Copa del Món               |
| 35  | 9 de juny de 2017       | Illes Fèroe - Suïssa           | 0 - 2    | Copa del Món               |
| 36  | 3 de setembre de 2017   | Illes Fèroe - Andorra          | 1 - 0    | Copa del Món               |
| 37  | 7 d'octubre de 2017     | Illes Fèroe - Letònia          | 0 - 0    | Copa del Món               |
| 38  | 7 de setembre del 2018  | Illes Fèroe - Malta            | 3 - 1    | Lliga de Nacions           |
| 39  | 11 d'octubre del 2018   | Illes Fèroe - Azerbaidjan      | 0 - 3    | Lliga de Nacions           |
| 40  | 14 d'octubre del 2018   | Illes Fèroe - Kosovo           | 1 - 1    | Lliga de Nacions           |
| 41  | 7 de maig del 2019      | Illes Fèroe - Espanya          | 1 - 4    | Eurocopa                   |
| 42  | 10 de maig del 2019     | Illes Fèroe - Noruega          | 0 - 2    | Eurocopa                   |
| 43  | 5 de setembre del 2019  | Illes Fèroe - Suècia           | 0 - 4    | Eurocopa                   |
| 44  | 12 d'octubre del 2019   | Illes Fèroe - Romania          | 0 - 3    | Eurocopa                   |
| 45  | 15 d'octubre del 2019   | Illes Fèroe - Malta            | 1 - 0    | Eurocopa                   |
| 46  | 3 de setembre del 2020  | Illes Fèroe - Malta            | 3 - 2    | Lliga de Nacions           |
| 47  | 10 d'octubre del 2020   | Illes Fèroe - Letònia          | 1 - 1    | Lliga de Nacions           |
| 48  | 13 d'octubre del 2020   | Illes Fèroe - Andorra          | 2 - 0    | Lliga de Nacions           |
| 49  | 4 de juny del 2021      | Illes Fèroe – Islàndia         | 0 - 1    | Amistós                    |
| 50  | 7 de juny del 2021      | Illes Fèroe – Liechtenstein    | 5 - 1    | Amistós                    |
| 51  | 1 de setembre del 2021  | Illes Fèroe – Israel           | 0 - 4    | Copa del Món               |
| 52  | 4 de setembre del 2021  | Illes Fèroe – Dinamarca        | 0 - 1    | Copa del Món               |
| 53  | 7 de setembre del 2021  | Illes Fèroe – Moldàvia         | 2 - 1    | Copa del Món               |
| 54  | 9 d'octubre del 2021    | Illes Fèroe – Àustria          | 0 - 2    | Copa del Món               |
| 55  | 12 d'octubre del 2021   | Illes Fèroe – Escòcia          | 0 - 1    | Copa del Món               |
| 56  | 7 de juny del 2022      | Illes Fèroe – Luxemburg        | 0 - 1    | Lliga de Nacions           |
| 57  | 11 de juny del 2022     | Illes Fèroe – Lituània         | 2 - 1    | Lliga de Nacions           |
| 58  | 25 de setembre del 2022 | Illes Fèroe – Turquia          | 2 - 1    | Lliga de Nacions           |
| 59  | 17 de juny del 2023     | Illes Fèroe – Rep. Txeca       | 0 - 3    | Eurocopa                   |
| 60  | 20 de juny del 2023     | Illes Fèroe – Albània          | 1 - 3    | Eurocopa                   |
| 61  | 10 de setembre del 2023 | Illes Fèroe – Moldàvia         | 0 - 1    | Eurocopa                   |
| 62  | 12 d'octubre del 2023   | Illes Fèroe – Polònia          | 0 - 2    | Eurocopa                   |